# Амазонія (фільм)
«Амазонія» (фр. Amazone) — кінофільм французького режисера Філіппа де Брока, з Жаном-Полем Бельмондо у головній ролі. Прем'єра фільму відбулася 21 червня 2000 року.

## Сюжет
Едуард (Жан-Поль Бельмондо), колишній дантист, який вкрав на копальнях смарагди, ховається у нетрях Амазонки від поліції. Він живе у невеликому селі в глибині тропічного лісу та збирає комах для аптеки, щоб заробити на квиток до Франції. Раптом звідкись в селі з'являється дівчинка Лулу. Едуард без особливого бажання починає піклуватися про неї, так і не з'ясувавши, звідки вона. Незабаром його чекає ще одне дивне знайомство — молода вчена Марго направляється у те ж село на пошуки слідів інопланетної цивілізації. З тією ж метою у Амазонії виявляються і представники спецслужб Франції, намагаючись випередити Марго, яка спершу співпрацювала з ними. Згодом з'ясовується, що об'єктом пошуків є Лулу, яка потрапила на землю з далекої планети, щоб дізнатися, що таке любов і смерть. Едуард і Марго намагаються врятувати Лулу від французьких спецслужб і допомогти їй потрапити на свою планету. Вони повинні встигнути до повного місяця, інакше Лулу загине.

## У ролях
- Жан-Поль Бельмондо — Едуард
- Аріель Домбаль — Марго
- Патрік Бушите — Джеф Бенард
- Тільда Барес — Лулу
- Андре Пенверн — полковник де Вільнев
- Джекі Де ла Нуз — старий шеф
- Ронні Бандомо Казанова — маленький хлопчик
- Карлос Падрон — лаборант доктора
- Фернандо Ечеверія — китаєць
- Деніел Хернандез — водій
- Гекстор Ечемендія — перший вчений
- Сальвадор Паломіно — другий вчений
- Альберто Ноель Пена — третій вчений
- Оскар Брінгас — інженер потягу
- Карлос Манссола — Rambo 1
- Леонардо Даріас — Rambo 2
- Ернесто Куерал — Rambo 3
- Альберто Рейтор — Rambo 4
- Ісмаель Моралес — індіанець

## Знімальна група
- Режисер — Філіпп де Брока
- Сценаристи — Філіпп де Брока, Серж Фрідман
- Оператор — Жан-Франсуа Робен
- Композитор — Александр Деспла
- Продюсери — Крістін Гозлан, Ален Сард